# Pingdong (köping i Kina, Guizhou)
Pingdong (kinesiska: 坪东, 坪东镇) är en köping i Kina. Den ligger i provinsen Guizhou, i den sydvästra delen av landet, omkring 250 kilometer sydväst om provinshuvudstaden Guiyang.